# Морс, Харолд
Ха́ролд Морс (англ. Harold Morse; 4 декабря 1859 — 4 ноября 1935) — английский футболист, защитник. Выступал за футбольные клубы «Ноттс Каунти» и «Ноттс Рейнджерс», провёл 1 матч за национальную сборную Англии.

## Футбольная карьера
Родился в Бирмингеме. Окончил Веллингтонский колледж, работал инженером на Мидлендской железной дороге в Дерби. Играл в регби, футбол и крикет. Выступал за регбийный клуб «Дерби Уондерерс», а также за футбольные клубы «Ноттс Каунти» и «Ноттс Рейнджерс».
5 апреля 1879 года Морс провёл свою единственную игру за национальную сборную Англии: это был матч против сборной Шотландии на лондонском стадионе «Сарри Крикет Граунд». В той игре англичане обыграли шотландцев со счётом 5:4.
В 1880-е годы эмигрировал в США, какое-то время занимался выращиванием фруктов в штате Нью-Джерси, затем стал священником.